# ميخائيل روس (نحات)
ميخائيل روس (بالإنجليزية: Michael Ross)‏ هو نحات أمريكي، ولد في 29 نوفمبر 1955 في بوفالو في الولايات المتحدة.